# Леннокс (Південна Дакота)
Леннокс (англ. Lennox) — місто (англ. city) в США, в окрузі Лінкольн штату Південна Дакота. Населення — 2423 особи (2020).

## Географія
Леннокс розташований за координатами 43°21′2″ пн. ш. 96°53′41″ зх. д. / 43.35056° пн. ш. 96.89472° зх. д. (43.350509, -96.894639).  За даними Бюро перепису населення США в 2010 році місто мало площу 3,40 км², уся площа — суходіл.

## Демографія
Згідно з переписом 2010 року, у місті мешкало 2111 осіб у 842 домогосподарствах у складі 542 родин. Густота населення становила 621 особа/км².  Було 914 помешкання (269/км²).
Расовий склад населення:
| - 98,2 % — білих - 0,6 % — корінних американців - 0,4 % — азіатів - 0,1 % — чорних або афроамериканців |

До двох чи більше рас належало 0,6 %. Частка іспаномовних становила 1,1 % від усіх жителів.
За віковим діапазоном населення розподілялося таким чином: 26,4 % — особи молодші 18 років, 57,6 % — особи у віці 18—64 років, 16,0 % — особи у віці 65 років та старші. Медіана віку мешканця становила 37,8 року. На 100 осіб жіночої статі у місті припадало 97,7 чоловіків;  на 100 жінок у віці від 18 років та старших — 88,1 чоловіків також старших 18 років.
Середній дохід на одне домашнє господарство  становив 57 660 доларів США (медіана — 45 074), а середній дохід на одну сім'ю — 73 083 долари (медіана — 65 588). За межею бідності перебувало 9,9 % осіб, у тому числі 8,4 % дітей у віці до 18 років та 11,0 % осіб у віці 65 років та старших.
Цивільне працевлаштоване населення становило 1110 осіб. Основні галузі зайнятості: виробництво — 15,9 %, освіта, охорона здоров'я та соціальна допомога — 15,4 %, роздрібна торгівля — 14,1 %.